# Associazione Sportiva Taranto 1928-1929
Questa pagina raccoglie le informazioni riguardanti l'Associazione Sportiva Taranto nelle competizioni ufficiali della stagione 1928-1929.

## Rosa
| N. |                   | Ruolo | Calciatore         |
| -- | ----------------- | ----- | ------------------ |
|    | Italia (bandiera) | D     | Vito Arzeni        |
|    | Italia (bandiera) |       | Ippolito Boffito   |
|    | Italia (bandiera) | C     | Michele Caputo     |
|    | Italia (bandiera) | C     | Vito Carenza       |
|    | Italia (bandiera) | A     | Martino Castellano |
|    | Italia (bandiera) | P     | Luigi Coretti      |
|    | Italia (bandiera) | C     | Giuseppe Cornara   |
|    | Italia (bandiera) | C     | Nicola De Lorenzo  |
|    | Italia (bandiera) | C     | Carlo Di Donna     |
|    | Italia (bandiera) | D     | Domenico Falcone   |
|    | Italia (bandiera) | P     | Luca Fortiguerra   |
|    | Italia (bandiera) | C     | Angelo Friuli (I)  |

| N. |                   | Ruolo | Calciatore             |
| -- | ----------------- | ----- | ---------------------- |
|    | Italia (bandiera) | C     | Giuseppe Friuli (II)   |
|    | Italia (bandiera) | D     | Mario Gallinotti       |
|    | Italia (bandiera) | P     | Giannese               |
|    | Italia (bandiera) | A     | Flavio Gioia           |
|    | Italia (bandiera) | C     | Aldo Gino Grillo       |
|    | Italia (bandiera) | D     | Radice                 |
|    | Italia (bandiera) | C     | Federico Rambaldi (II) |
|    | Italia (bandiera) | C     | Rebollino              |
|    | Italia (bandiera) | D     | Cosimo Santini         |
|    | Italia (bandiera) | A     | Vitantonio Scorcia     |
|    | Italia (bandiera) | A     | Aurelio Sculto         |
|    | Italia (bandiera) |       | Baldassarre Staccioli  |